# Lemurosicyos variegata
Lemurosicyos variegata är en gurkväxtart som först beskrevs av Célestin Alfred Cogniaux, och fick sitt nu gällande namn av Keraudr. Lemurosicyos variegata ingår i släktet Lemurosicyos och familjen gurkväxter. Inga underarter finns listade i Catalogue of Life.